# The Dr. Oz Show
The Dr Oz Show est une émission de télévision américaine de santé diffusée durant la journée depuis le 14 septembre 2009 en syndication, et présentée par le docteur Mehmet Öz, un chirurgien du cœur et professeur à l'Université Columbia.
Le docteur Öz est devenu célèbre au sein de The Oprah Winfrey Show, l'émission d'Oprah Winfrey, dans laquelle il a animé une rubrique santé de 2004 à 2009.
En novembre 2021, Öz annonce sa candidature pour représenter la Pennsylvanie au Sénat des États-Unis en tant que candidat du Parti républicain. Malgré le renouvellement de son émission jusqu'à la saison 2022-2023, l'émission prend fin le 14 janvier 2022 et est remplacée par l'émission syndiquée The Good Dish, pilotée par sa fille, Daphne.